# TV-3031
La TV-3031 és una carretera local de les comarques de la Ribera d'Ebre i del Priorat. Duu la «T» perquè és de les carreteres que pertanyen a la demarcació de Tarragona. Discorre pels termes municipals de Tivissa, a la Ribera d'Ebre, i dels Guiamets, al Priorat. La carretera arrenca de prop de Quatre Camins, de la T-304 i, subsidiàriament, de la C-44 en terme de Tivissa, molt a prop i al nord-oest d'aquesta vila. Arrenca cap al nord, però fent nombrosos -i tancats- revolts, a causa de l'orografia del lloc, i en 6 quilòmetres mena al poble de la Serra d'Almos, pertanyent encara al terme de Tivissa. Poc abans del punt quilomètric 9, la carretera travessa el límit municipal i comarcal, i comença a recórrer el terme dels Guiamets. En poc més de 2 quilòmetres travessa de ponent a llevant el poble dels Guiamets, i en el seu extrem oriental torç cap al nord-est, després cap al nord, i en 3 quilòmetres més arriba a la cruïlla amb la N-420, on acaba el seu recorregut en el punt quilomètric 836 d'aquesta darrera carretera.